# Trasmissione seamless
La trasmissione seamless, detta anche a trazione continua, è un tipo di trasmissione che elimina o riduce al minimo le interruzioni di prestazione che si hanno nel momento del cambio di marcia: di conseguenza, quando si cambia con il seamless, si riduce al minimo il momento, molto breve, in cui non viene erogata la coppia, tra quando si toglie una marcia e se ne inserisce un'altra.
Originariamente nato per la Formula 1, ha trovato dopo breve tempo applicazione anche nelle competizioni motociclistiche. Il vantaggio che viene fornito da questo tipo di cambio è soprattutto in termini di prestazione, in quanto permette di guadagnare tempo e potenza ad ogni cambiata, anche in discesa di marcia. Altri vantaggi sono individuabili nella guidabilità del mezzo.